# フライン
フライン (ドイツ語: Flein) は、ドイツ連邦共和国バーデン＝ヴュルテンベルク州ハイルブロン郡の町村（以下、本項では便宜上「町」と記述する）。この町は1188年に初めて記録され、1385年からは近隣のハイルブロンに属し、1802年から独立した自治体となった。

## 地理

### 位置
フラインは、ハイルブロン郡の南部、ハイルブロン市のすぐ南に境を接している。町域はおおむねダイネンバッハ川の源流および流域を包含する。この川は町の東部の海抜300m付近に湧出し、海抜200mの町まで流れ下った後、北西方面へ流れ去って行く。隣接するハイルブロン＝ゾントハイムで、ネッカー川に合流する直前のショーツァハ川に流れ込む。町の東部の斜面はブドウ畑に利用されるか森である。ネッカー川に至る西部の平地は牧草地や耕地として利用されている。フラインは元々はダイネンバッハ川の南側にあるキルヒベルク周辺に成立した集落であったが、近年の住宅化、産業化によって北西方面（産業地域）や、ダイネンバッハ川を越えた北側（ゾンマーヘーエ住宅地）へと拡張していった。

### 隣接する市町村
フラインに隣接する市町村は、北西から時計回りに、ハイルブロン（郡独立市）、ウンターグルッペンバッハ、タールハイム（ともにハイルブロン郡）である。フラインはタールハイムとともに、フラインに本部を置く自治体行政連合「フライン＝タールハイム」を形成する。

### 町の構成
フラインはフライン地区のみからなり、行政上の地区や地理的な集落は存在しない。

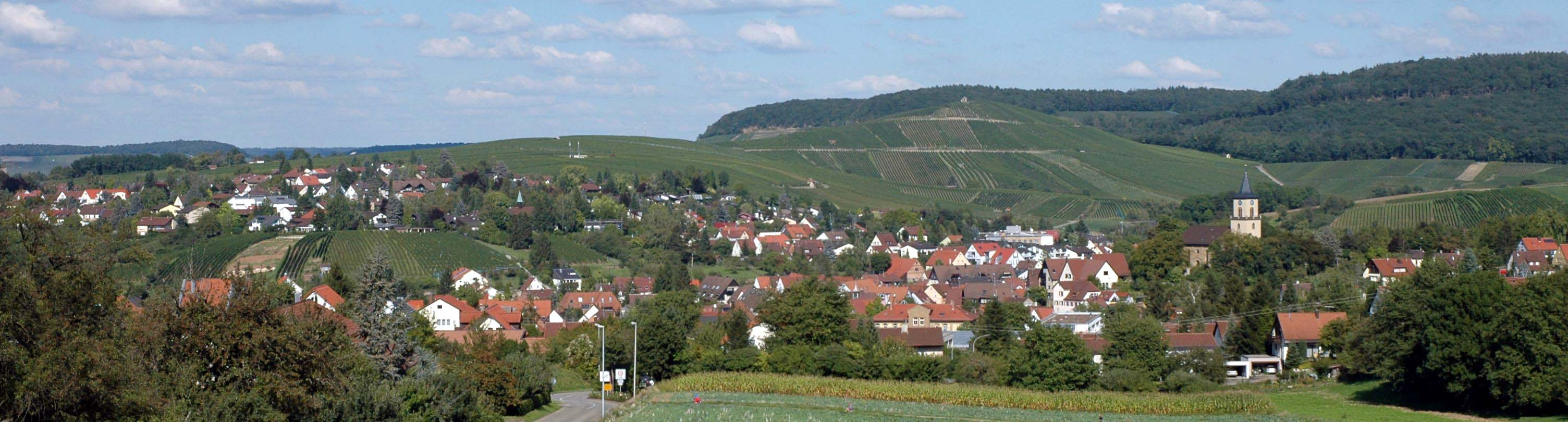
フラインのパノラマ

## 歴史

### 先史時代と町の名前
フラインの町域には、新石器時代の線帯文土器文化時代からすでに入植が行われていた。出土品はケルト時代やローマ時代のものが主である。現在の定住地がアラマン人由来であるか、フランク人由来であるかは判明していない。この町は、"Flina"として1188年に初めて文書に記録された。おそらく古高ドイツ語の"flins"（小石）、または中高ドイツ語の"vlins" （硬い石）に由来するこの名前は、キルヒベルクの岩山を示しており、古代の町はこの山の周りに築かれた。

### 中世
フラインの領主に関する手がかりはない。一貫した領主はおらず、元々王領だったこの地は、別々の家臣に細かく分割して授けられた。シュタウフェン家、リムプルク献酌侍従家、ヴァインスベルク家、タールハイム家などである。これに加えて13世紀末からはシェーンタール修道院およびリヒテンシュテルン修道院も領主に名を連ねた。1230年頃ファイツ教会はシュタウフェン家の家人であるヴィルヘルム・フォン・ヴィンプフェンにより新しく創設されたヴィンプフェン病院に寄贈された。13世紀にクロスターベルクにクララ女子修道院が設立された。この女子修道院は1289年に初めて文献に記録されているが、早くも1302年にはハイルブロンに移転した。
14世紀には、近隣のシュテッテンフェルト城に拠ったシュトゥルムフェーダー家が最有力の領主となっていたが、1385年5月25日にこの貴族家はフラインに対する領主権をハイルブロンに売却した。町の代官職は、180年間ほとんど途切れることなくハイルブロンの貴族エラー家が担当した。1559年から代官職はハイルブロン市長の管轄となった。

### 近世
時代の中でフラインは何度も破壊や戦争に遭遇した。1450年のハイルブロン包囲の際には地方諸侯によって焼き払われた。ドイツ農民戦争では、1525年4月に周辺地域の約70人の農民達がフラインの農民指導者イェックライン・ロールバッハの下に参集し、十二箇条の指示を公言し、ヘレン・ハウフェンを結成した。三十年戦争では、ドイツのほぼ全域がそうであったように、フラインも甚大な被害を受けた。この町は教会と数軒の家だけを残して破壊され、耕地やブドウ畑は荒れ果てた。さらにはペストをはじめとする感染症に何度も襲われた、1675年から1693年まで、フラインおよびその周辺では何度もフランス軍の出兵があった。18世紀には戦闘こそなかったものの、この町は軍勢の進軍の通り道となり、またその宿営地となった。

### 19世紀から20世紀初め
1802年にハイルブロンは帝国自由都市の地位を喪失し、フラインは他のハイルブロン支配下にあった3つの町 ベッキンゲン、フランケンバッハ、ネッカーガルタハとともにヴュルテンベルク公領に編入された。十分の一税徴税区に基づき、ヴィンプフェン聖霊病院のそれはバイエルン王家のものとなり、ベッカース将軍にレーエンとして与えられた。一方、リヒテンシュテルン修道院およびクララ女子修道院のそれはヴュルテンベルクのものとなったのである。1815年4月14日の大火後、被害を受けた10軒の家屋が近くのハイゲルン山の未完の城館の石材を使って再建された。1822年、町の自治が認められた。19世紀の貧困は、この純粋な農業の町にも影響を及ぼし、1839年から1894年までの間に114組の個人や家族が移住して行った。その後の工業化の過程で、特にハイルブロンやゾントハイムの企業が何百人ものフライン住民に職場を提供した。1917年にアドルフ・バイスヴェンガーが町長に選ばれ、1945年までこの職にあった。1920年には、340人のフライン住民がゾントハイムあるいはハイルブロンの会社に勤めていた。1933年のそれは255人であった。1935年からダイネンバッハ川の北側の丘陵地にゾンマーヘーエ住宅地が造成され、やがてその面積は旧街区よりも広くなっていた。

### 国家社会主義と第二次世界大戦
1930年の帝国議会選挙でのNSDAPの得票率は1.6%であったが、1932年には22.3%、1933年には34.2%にまでなっていた。ナチスによる権力掌握後、1933年11月12日に行われた選挙では、1,126人のフライン住民（有権者の99%）が選挙に参加し、NSDAPに投票した。11人の棄権者はオーバーアムト・ハイルブロンに報告された。
口承によれば、1932年第1回夏至祭でナチスの演説が行われる予定であった。1933年3月24日、町長はNSDAPの町支部の創設を宣言した。3月29日にはフラインの役人と職員のナチス政権に対する忠誠宣言がなされた。これにより第1副町長であったミュラー議員 (SPD) が辞任した。第一次等制法に基づく議会の解散後、1933年4月26日にNSDAP 4議席、SPD 3議席、WBWB 1議席からなるはずの新しい議会の発足についての交渉が持たれた。しかし、突撃隊補助警察隊によるハイルブロン市議会のSPD議員逮捕により、フラインのSPDはその候補者名簿を取り下げた。こうして4月28日にNSDAP 6議席、WBWB 2議席からなる新しい議会が発足した。1933年5月1日以来、フラインの行政職員、教師、牧師がNSDAPに一斉に入党した。1935年には、NSDAPの管区指導者リヒャルト・ドラウツによって6名の町議会議員と2名の副町長（8人ともNSDAP党員）が新たに任命された。フラインの町の入り口にはユダヤ人を拒絶する看板も立てられた。確かに、フラインでは反ユダヤ主義の暴力行為はなかったが、もともとユダヤ人が住んでいなかったのである。1940年から41年にタールハイムのユダヤ人組織に属す男性がフラインからハイゲルン山を越える道路を建設する強制労働に従事させられた。
フラインは1944年12月4日のハイルブロン空襲の巻き添えにならなかったものの、この事件はフラインの人々にも共通の深い傷を負わせた（「...突然、新聞が読めるほど明るくなった」）。1945年1月20日のハイルブロンへの再度の空襲の際には、フラインでも1名の死者があり、建物が1棟破壊された。1945年春に築かれたフライン近郊のドイツ軍陣地に対する米軍による砲撃により、4月5日から6日に4人のフライン住民が命を落とした。フラインでは4月12日までに戦闘行為によって15人が亡くなっている。4月13日には、ブドウ畑の小屋に逃げ込んでいた5人の東欧からの外国人労働者が亡くなった。同日、米軍によりフラインのドイツ軍砲撃隊は包囲された。この日、フラインでの第二次世界大戦は終結した。

### 戦後
戦争難民や旧ドイツ領の東プロイセンやシレジア、チェコ領であったズデーテン地方などから追放された人々が定住したこと、あるいは新しい住宅開発がなされたことにより、1945年以後この町の人口は急速に増大した。1970年代前半の自治体再編の時代に、この町はハイルブロンへの合併を拒み、タールハイムと自治体行政連合を発足させることを決めた。1983年から1995年までの間に中心部の近代化整備が行われた。

### 宗教
16世紀後半からフラインはほぼ完全にプロテスタントの町であった。フラインには、独自のプロテスタント教会組織と、タールハイムと共同でのカトリック教会組織（フライン＝タールハイム・カトリック教区）がある。プロテスタント教会には、3,400人の信者がおり、2つの教区事務所がある。

### 人口推移
- 1648年: 0,250人
- 1800年: 0,800人
- 1900年: 1,600人
- 1933年: 1,704人
- 1939年: 1,876人
- 1945年: 2,045人
- 2005年: 6,535人
- 2010年: 6,647人
- 2015年: 6,918人

## 行政

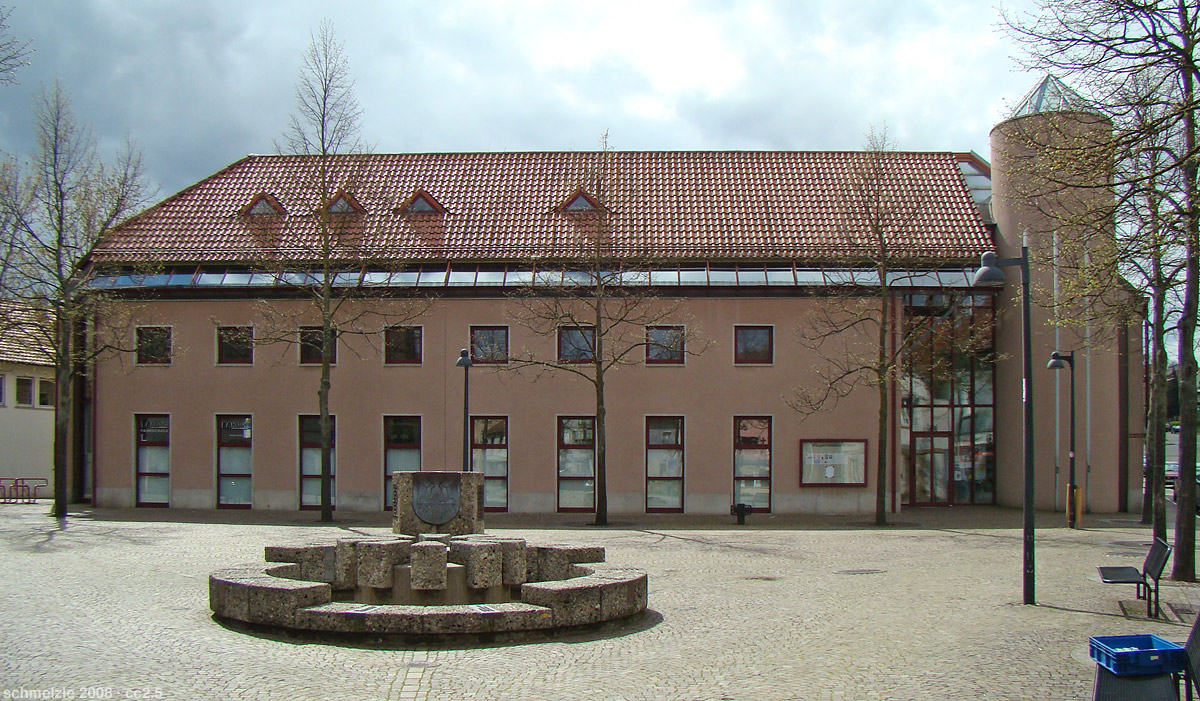
フラインの町役場

### 議会
フラインの議会は18議席からなる。議会では、これに議長を務める首長が加わる。

### 首長
首長選挙は、2007年6月24日に行われた。それまでは、16年間、イュルゲン・シュミットが首長の座にあった。1回目の選挙では、どの候補者も必要な絶対多数の得票率を得られなかったため、2007年7月15日に2度目の投票が行われた。この選挙で、アレクサンダー・クリューガーが63.9%の票を獲得し、任期8年の首長に決定した。2007年8月15日から就任している。

### 紋章と旗
図柄: 青地で、金 - 赤の炎にかけられた金の釜。その中に裸で、しかし光輪を背に祈る聖ファイト。町の旗は、黄 - 青である。
聖ファイトは、フラインの教会聖人である。フラインで最も古い聖ファイトの受難像は、旧町役場正面の石に刻まれた1604年のもので、1699年の標石がこれに次ぐ。1865年のオーバーアムト・ハイルブロンの記録には、油ゆでにされる聖ファイトが、町の紋章であるとされている。しかし、町の印章に聖ファイトが現れるのは、1903年以降のことである。宗教改革以後に聖人像が紋章のデザインになることはないので、紋章の図柄は1500年頃かそれ以前には決まっており、従ってこの町の紋章はハイルブロン郡で最も古い紋章デザインであるといえる。フラインでは、この図柄を「Veit im Häfele」呼んでいる。
紋章の色は1938年にヴュルテンベルク文書局によって確定された。ところが、同年、NSDAPのハイルブロン支局から宗教色のない別の紋章にするようにという強い勧告があった。文書局は、ライオンの頭部とブドウを組み合わせた紋章を提案した。ライオンの頭部は、フラインが属していたシュタウフェン＝ローテンブルク領を暗示し、ブドウは、フラインがブドウ産地であることを示すものであった。しかし、町の指導者らは1939年7月に紋章の新デザインへの変更が急を要するものでないことを知った。このため、古い、つまり現在の紋章を使い続け、1956年に最終的に存続が決定した。その間に、三本脚で支えられていた釜が炎に直接かけられる形に、銀の衣をまとっていた聖ファイトは裸に変更がなされた。1957年1月11日にヴュルテンベルク内務省はこの紋章を認可し、同時に旗の色も決定した。同年、地元の芸術家ハンス・エップルが現在の最終的な図柄を描いた。

### 友好都市
- オンザン（フランス、ロワール＝エ＝シェール県）1990年3月
- シュタインタールレーベン（ドイツ、テューリンゲン州）1991年6月

## 文化と見所

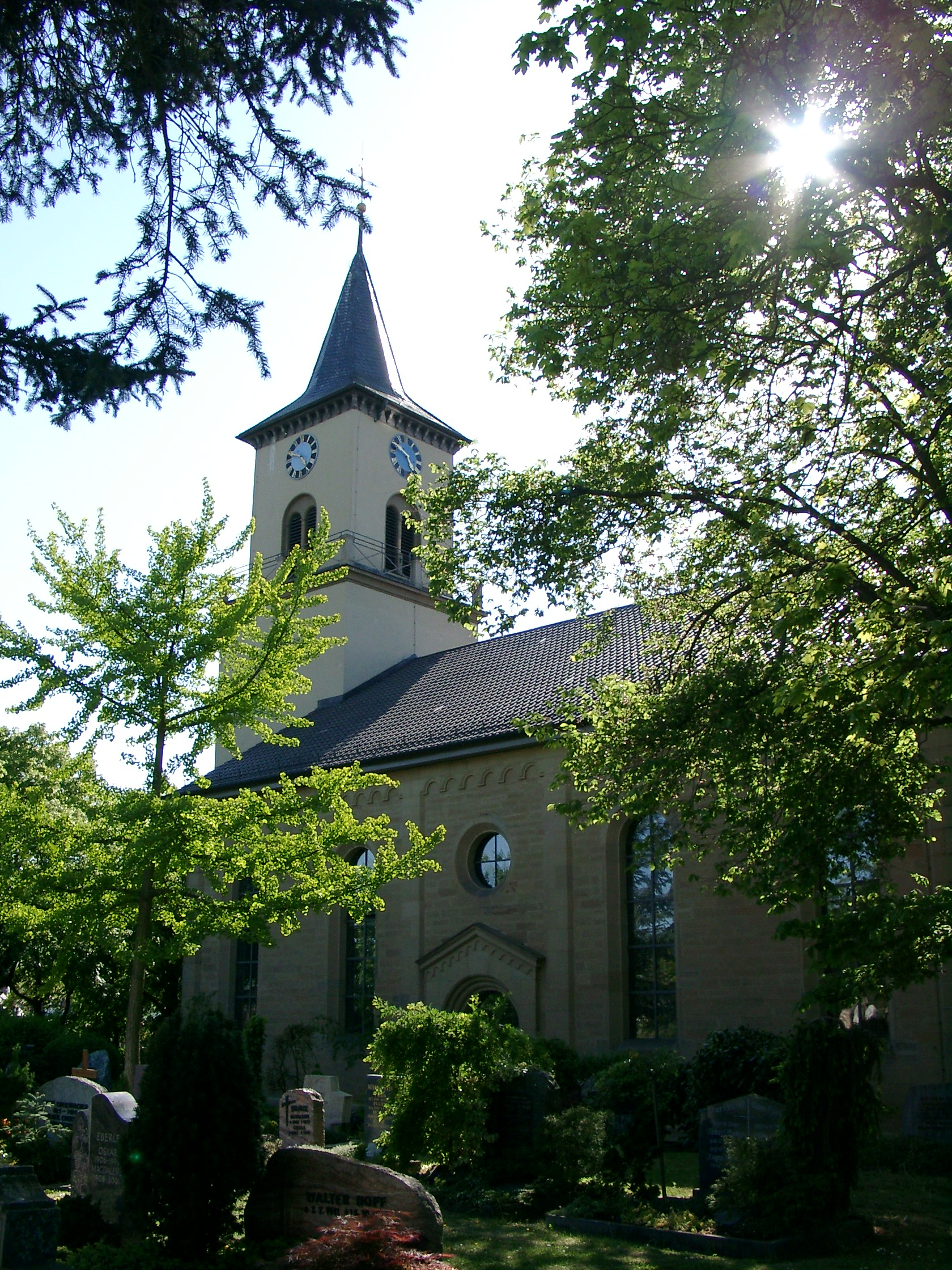
聖ファイト教会

### 建築
- キルヒベルクのプロテスタント聖ファイト教区教会は1233年に最初の記録が遺されている教会で、16世紀初期の古い彫刻祭壇で知られる。キルヒベルクは、おそらく太古の入植地であったと推定されている。教会の前には第一次世界大戦および第二次世界大戦でなくなった戦没者のための戦争記念碑がある。
- キルヒベルクの麓にある広場に面した旧村役場には聖ファイトと1604年当時の町長と弁護士の名前を刻んだ紋章石がある。屋根の上に小塔を持つこの建物は、1834年から1835年、1895年および第二次世界大戦後に改築された。
- イルスフェルダー通りに面した1592年建造の木組み建築「漁師の家」は、窓の下に魚のレリーフが飾られていることからこの名称で呼ばれる。シュール通り（学校通り）に面して建つ1595年建造のコルンハウスは有名な木組み建築である。
- イルスフェルダー通り72番地の建物は、彫刻家フリードリヒ・ゲットレ旧邸である。この建物は1892年に彫刻家のデザインに基づいてネオルネサンス様式で建設された。
- 建築家組合の「フラマン人の建築職人」は、建築家リヒャルト・シューマッハーのデザインに基づいて1955年から56年にカトリックの聖三位一体教会を建設した。[16]
- 新しい町役場は1987年に完成したもので、その前の広場には村の泉がある。
- 郊外のワイン畑の中にある農作業小屋は、かつてカルメル会修道士の小屋だった建物である。

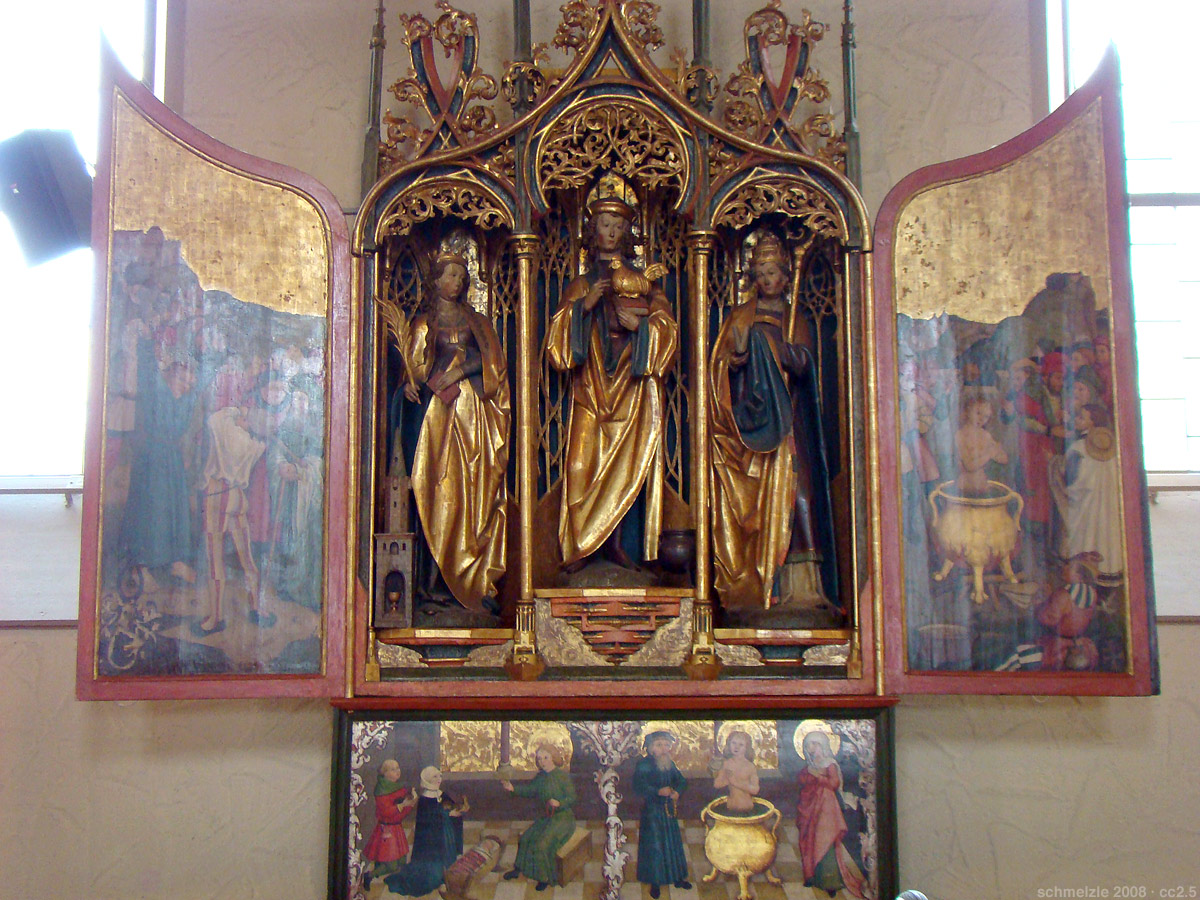
聖ファイト教会の聖ファイトの祭壇
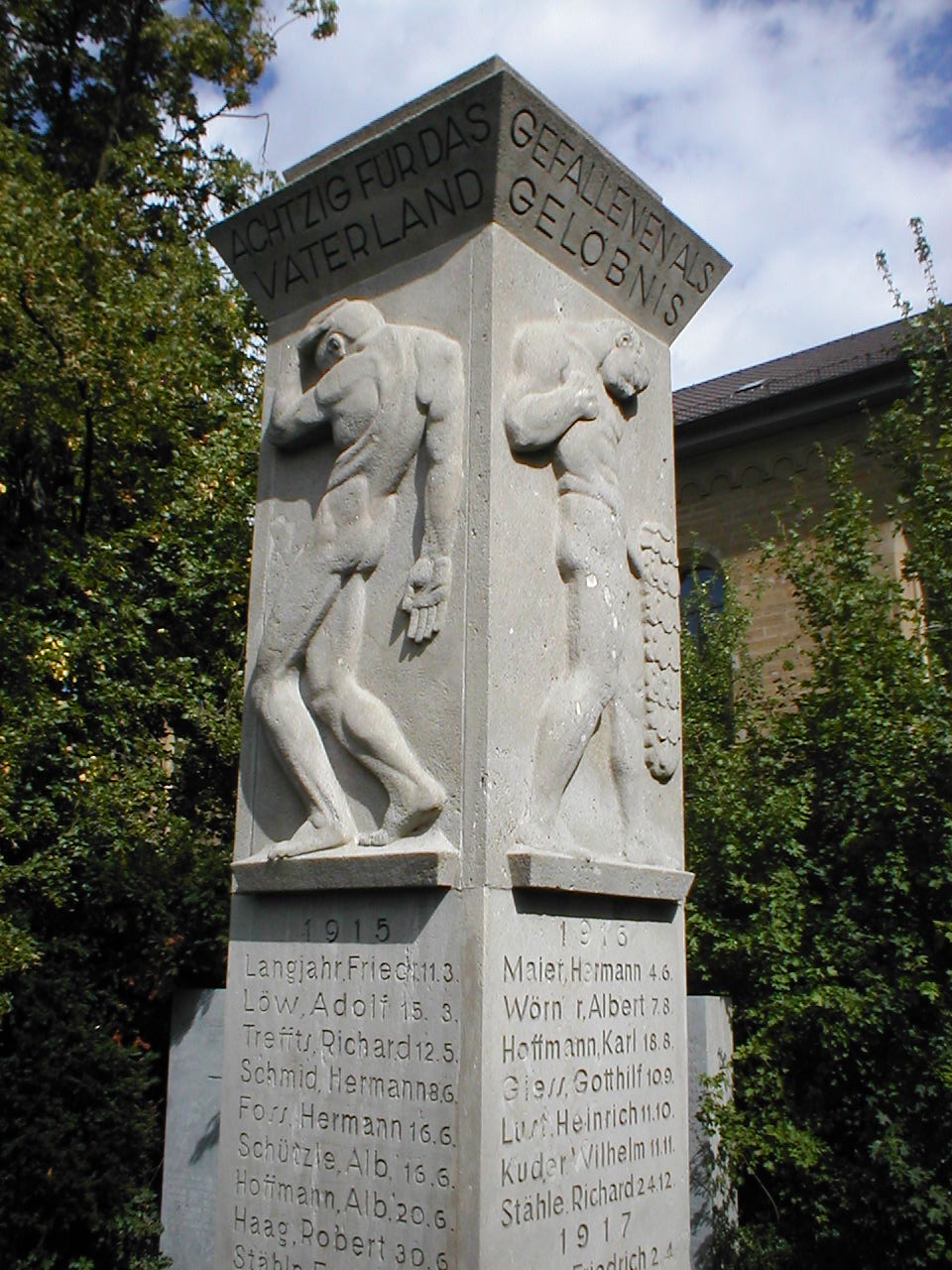
聖ファイト教会の戦争記念碑
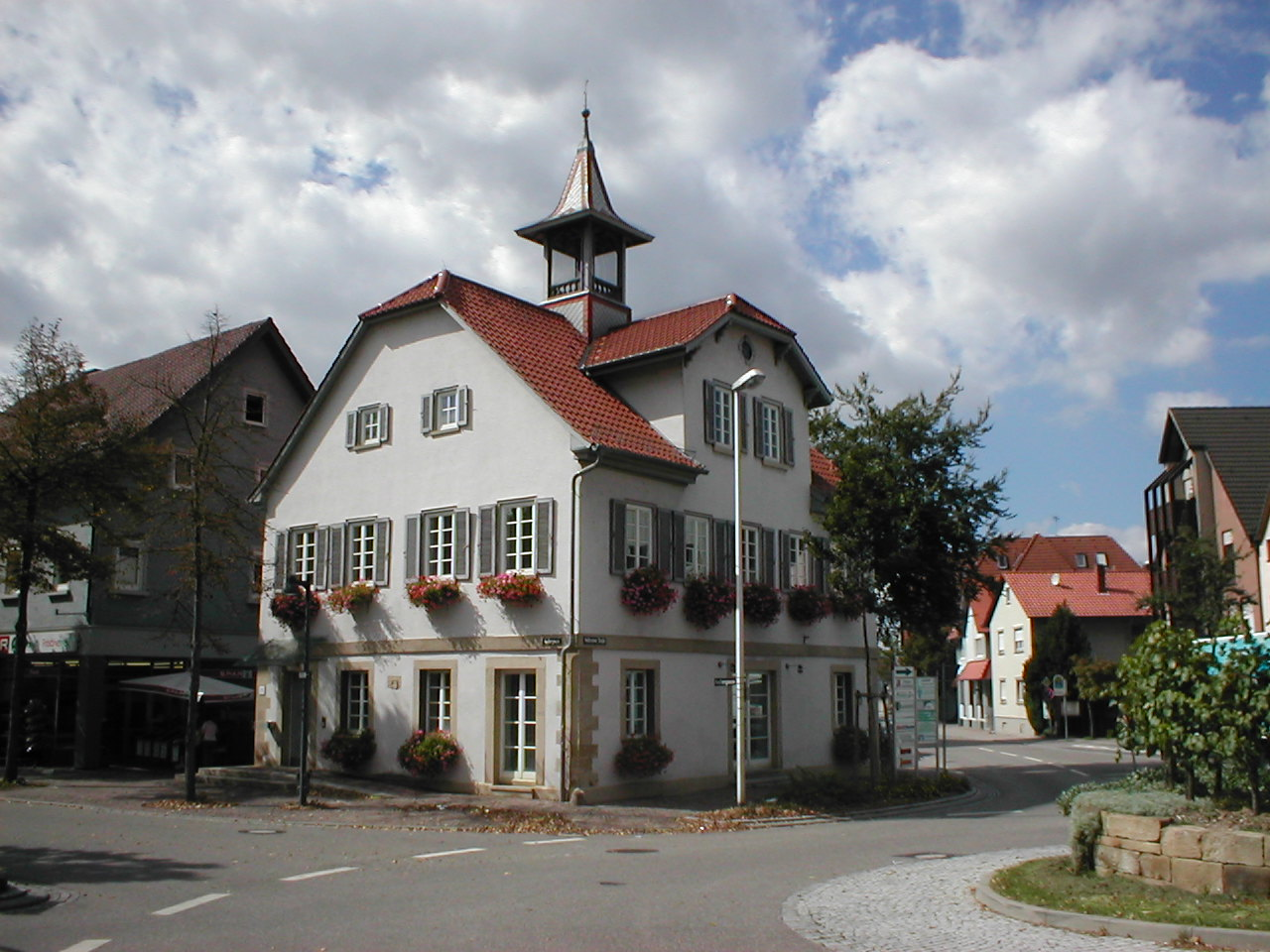
旧町役場
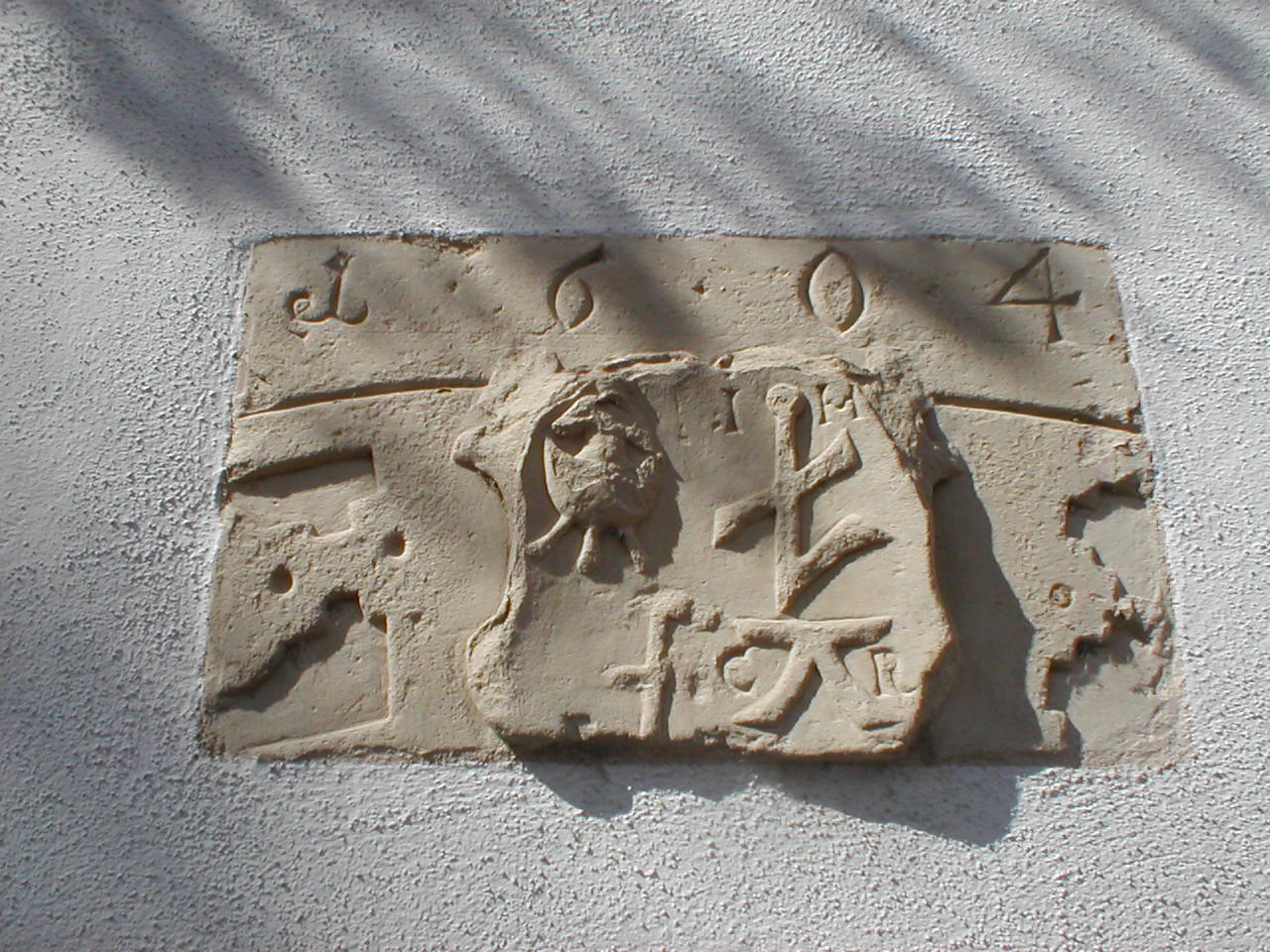
1604年の紋章石
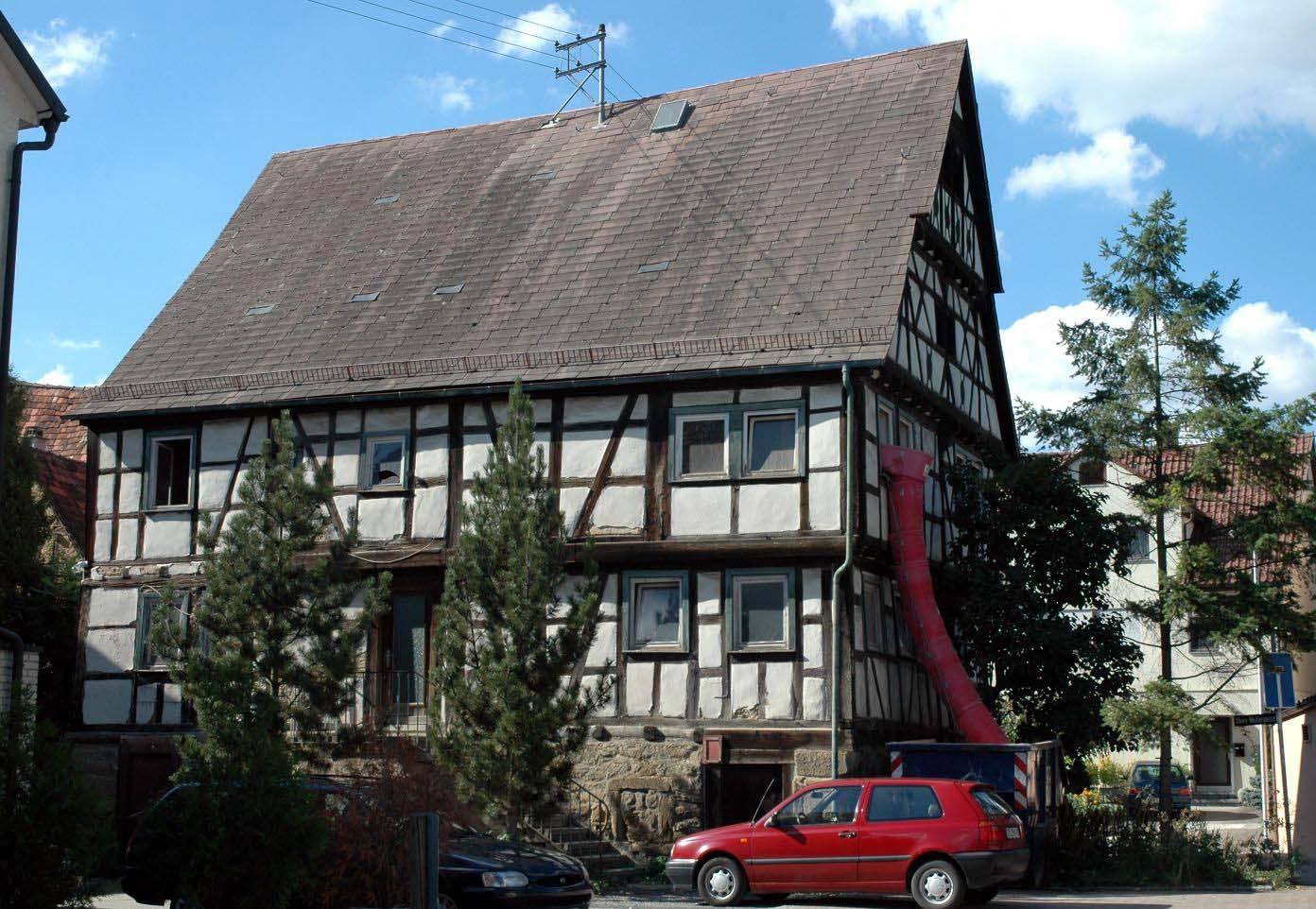
「漁師の家」
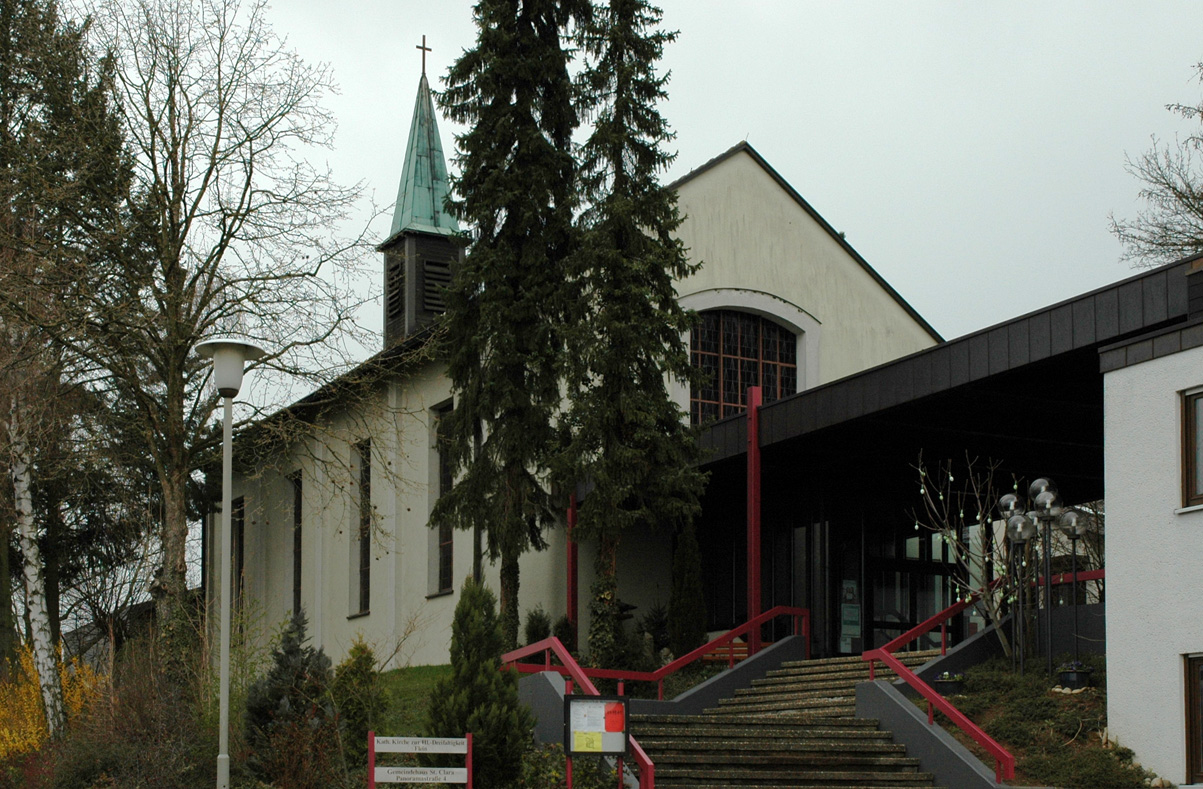
聖三位一体教会
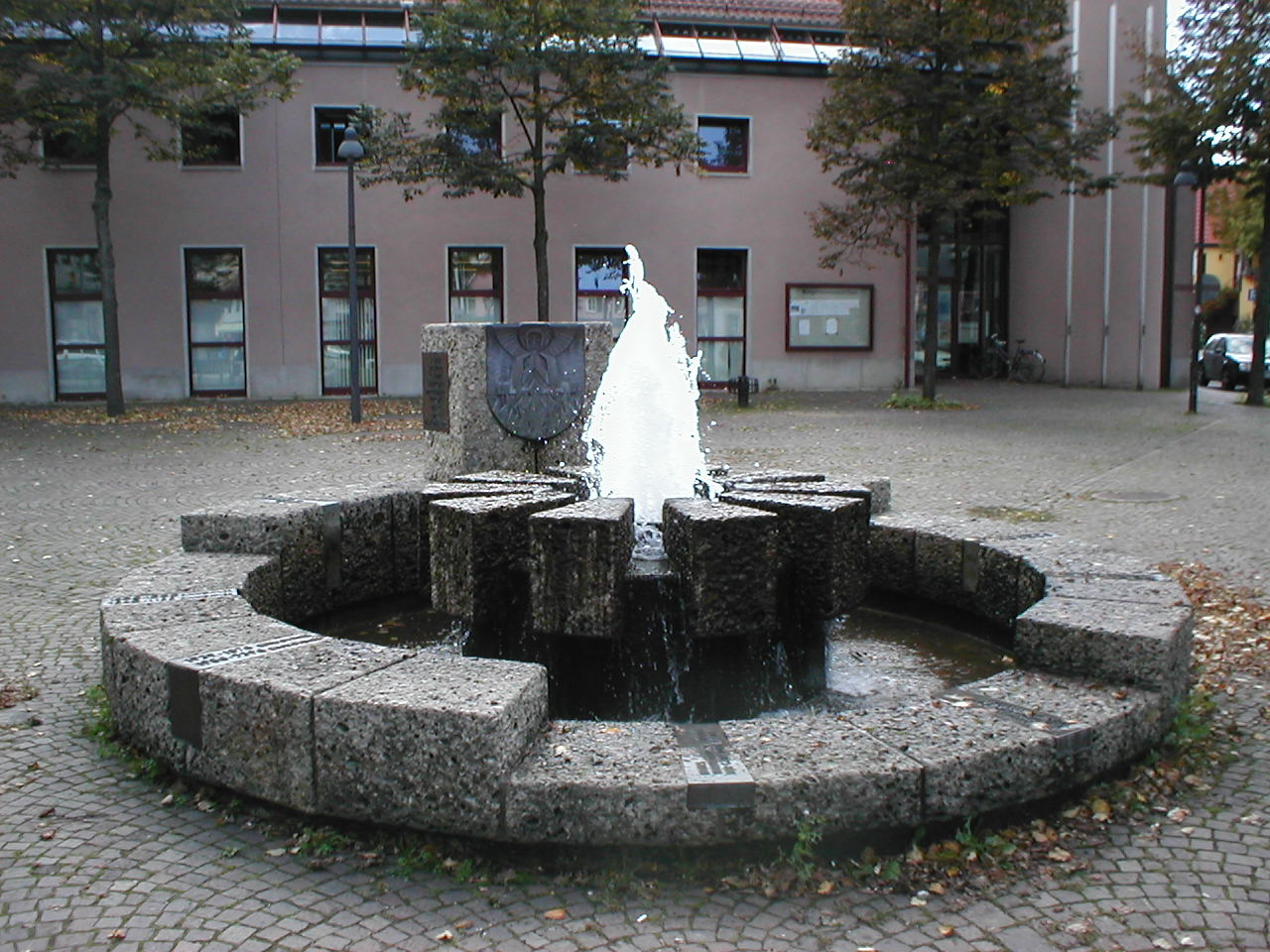
町役場前の村の泉
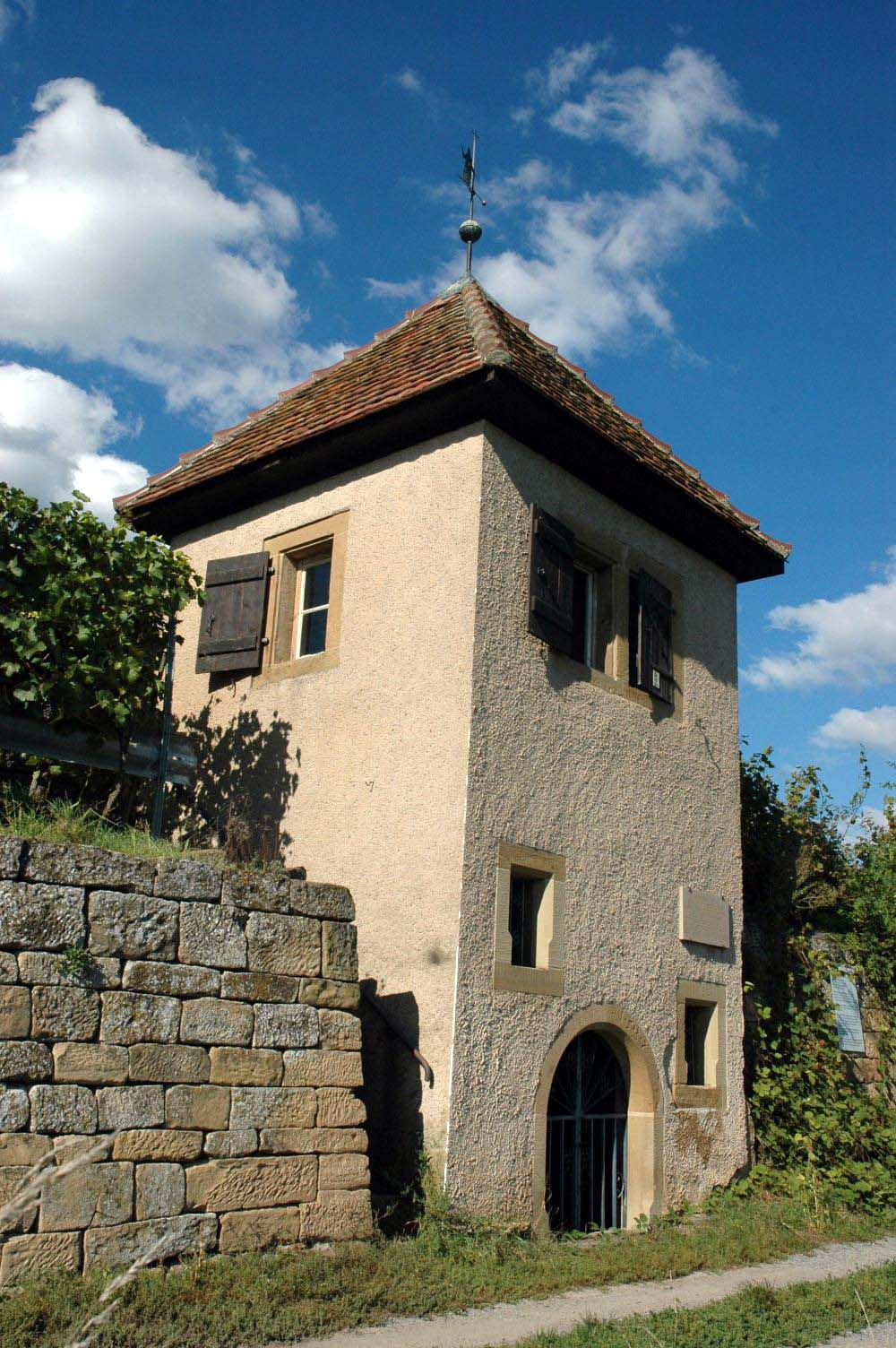
「カルメル会修道士の小屋」

建築の項の出典: 

## 経済と社会資本

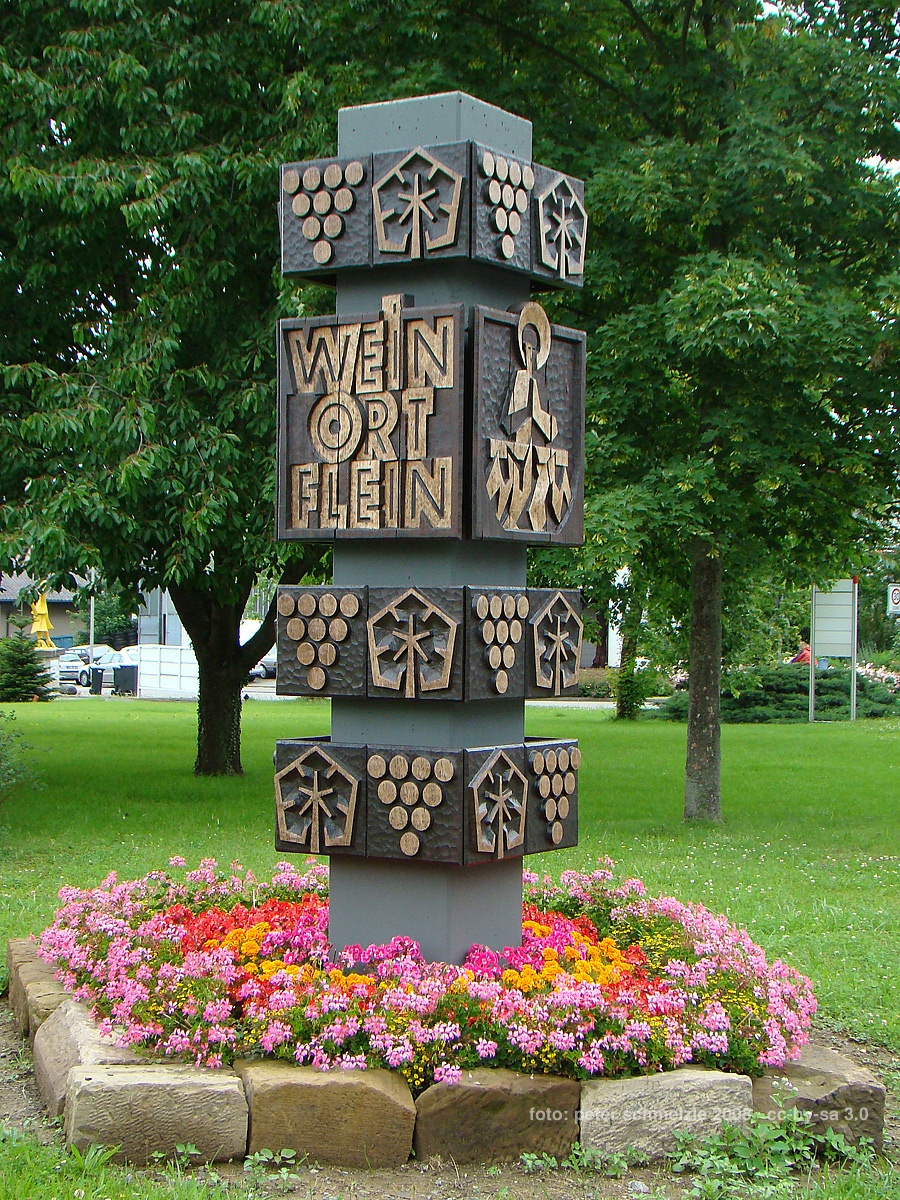
ワイン産業の重要さを示すワイン柱

### ブドウ栽培
ヴュルテンベルクのブドウ産地をたどるヴュルテンベルク・ワイン街道沿いのフラインは、ブドウ生産で名高い。180haのブドウ畑では、リースリング、ムニエ（シュヴァルツリースリング）、サムトロットといった品種が栽培されている。ブドウは主にフライン＝タールハイム・ブドウ生産者組合が生産・出荷しているが、この他に個人生産者もいる。有名なブドウ畑としては、キルヒェンヴァインベルク、エーゼルスベルク、アルテンベルク、ゾンネンベルクなどがあり、ヴュルテンベルク・ウンターラント地方キルヒェンヴァインベルク地区に属している。
フライン出身のヒルデガルト・ザイツは、1951年のヴュルテンベルクワインの女王に選ばれた。

### 交通
公共交通機関としては、ハイルブロン＝ホーエンローエ＝ハル近距離交通が運営しているバス路線があり、フラインと郡内のいくつかの市町村を結び、ハイルブロンの市バス網にも連絡している。アウトバーンA81号線はイルスフェルトとウンターグルッペンバッハのインターチェンジを利用する。最寄りの鉄道駅は、ハイルブロンにある。

### メディア
フラインでの出来事は、日刊紙 Heilbronner Stimmeの南東部版 (SO)に掲載される。

### 教育
職業実科学校を併設した基礎課程・本課程学校では約350人が学んでいる（2005年現在）。この他に、ルドルフ・シュタイナーのヴァルドルフ教育思想に基づく養護学校であるヨハネスシューレがある。フラインの町立図書館は約13,000点の蔵書・メディアを収蔵している（2005年現在）。

## 人物

### 出身者
- フリードリヒ・ミヒャエル・ミュンツィンク（1807年 - 1879年）ステアリンろうそく製造業者。
- モニカ・ヘルビンク（1953年 - ）ドイツ赤軍の元メンバー。